# Aynsley Dunbar Retaliation (album)
Aynsley Dunbar Retaliation è  l'album d'esordio dell'omonima band, pubblicato nel 1968.

## Tracce
Brani composti da John Mayall, tranne dove indicato
Lato A
1. The Fugitive
2. Till Your Lovin' Make Me Blue
3. Now That I've Lost You
4. I Tried
5. Change Your Low Down Ways – 2:56

Lato B
1. Call My Woman
2. The Devil Drives
3. Low Gear Man
4. Tuesday's Blues
5. Mean Old World

## Formazione
- John Moorshead - chitarra (1967-1970)
- Victor Brox - tastiera (1967-1968;1970)
- Alex Dmochowski - basso (1967-1970)
- Aynsley Dunbar - batteria